# Slotsholmsgade
Slotsholmsgade er en gade på Slotsholmen i Indre By i København. Gaden forbinder Christiansborg Slotsplads med Christians Brygge. Flere af regeringens ministerier ligger i Slotsholmsgade.
Slotsholmsgade ligger, hvor Børsgraven lå tidligere. Den blev tilkastet i 1865.

## Historie
Gaden er anlagt, hvor der tidligere lå en kanal, Børsgraven, langs med den vestlige side af Børsen. Kanalen gjorde det muligt for skibe at sejle helt op til Børsen og aflæsse varer. På den nordlige side af kanalen lå gaden Bag Børsen, hvor alkymisten og lægen Francesco Giuseppe Borri havde sit laboratorium. Kanalen blev kastet til i 1865, hvorefter Slotsholmsgade blev anlagt. På samme tid blev der anlagt en ny Knippelsbro, der kom til at ligge i forlængelse af Slotsholmsgade, der derved blev en del af hovedfærdselsåren til Christianshavn. Da Knippelsbro senere blev flyttet til sin nuværende placering, flyttede trafikken til Børsgade på den anden side af Børsen.

## Bygninger
I 1647 fik kongens rentemester Henrik Müller overdraget grunden i forlængelse af Børsen mod havnen med pålæg om at bygge på den. Her opførtes så Henrik Müllers Boder ved Børsen, der vakte begejstring i samtiden. På forsiden ud mod Børsgade blev der indrettet beboelse på første sal, mens de øvrige etager blev lejet ud til folk med solide indkomster. I kælderen var der værtshus, og på bagsiden blev der indrettet pakhuse langs med kanalen. Strækningen på denne side af husene blev kaldt for Jomfrustien, og her kunne det være farligt at færdes i mørke. Husrækken hed officielt Nye Børs men i folkemunde gik det under navnet De seks Søstre. Blandt beboerne var Regine Olsen, der boede her, mens hun var forlovet med filosoffen Søren Kierkegaard. Omkring 1900 blev husene revet ned til fordel for Privatbankens hovedsæde. Denne bygning hedder stadig Nybørs.
Der ligger også flere andre store ejendomme langs med Slotsholmsgade. Den mest markante er Kancellibygningen eller Den Røde Bygning i nr. 4, der blev tegnet af generalbygmester Johan Conrad Ernst. Den krones af et stort relief udført af billedhuggeren Johan Christopher Sturmberg, der forestiller kong Frederik 4. omgivet af krigens og fredens symboler. Over bygningens hovedindgang med adressen Christiansborg Slotsplads 1 ses et mindre trekantet relief med kongens monogram udført af samme billedhugger.
Ved siden af i nr. 6 ligger den såkaldte Kommunikationsbygning, der blev tegnet og opført af C.F. Harsdorff i 1781 som forbindelsesbygning mellem Kancellibygningen og Den stormske Gård. Bygningen blev udvidet med en tredje etage i 1850.
Den stormske Gård i nr. 8 blev opført i slutningen af 1600-tallet af den islandske købmand Knud Petersen Storm. Til trods for senere til- og ombygninger er kernen bevaret. I 1710 overtog kong Frederik 4. og installerede her sin elskerinde Charlotte Helene von Schindel. Efter at hun faldt i unåde, blev gården overtaget af hendes efterfølger som elskerinde, Anna Sophie Reventlow, der ejede den, indtil stedsønnen kong Christian 6. fratog hende alle hendes besiddelser. Bygningen kaldes derfor også for Anne Sophie Rewentlovs gård. Den bruges i dag af Finansministeriet.
I nr. 10 ligger Lerches Gård, også kaldet Det Würtembergske Palæ. Det blev opført af arkitekten Johann Adam Soherr (1706-1778) i årene 1741–1742 for feltmarskal, prins og senere hertug, Carl Christian Erdmann af Württemberg-Oels (1716-1792). Efter at feltmarskallen flyttede i 1747, overtog general og greve Christian Lerche (1692-1757) ejendommen. Fra 1777 og til sin død havde statsminister og bondeven Henrik Stampe sin bolig her. Omkring 1804 boede gehejmestatsminister Johan von Møsting her. I 1806 blev bygningen forhøjet med et etage. Bygningen huser i dag Økonomi- og Indenrigsministeriet.
Længst nede mod Christians Brygge ligger den store, grønne ministerialbygning Tjæreborg, der er opført af arkitekterne Thomas Havning og Svenn Eske Kristensen i 1960'erne. Her lå tidligere Den schackske Gård, hvor en række ministerier havde til huse på hjørnet af den nu nedlagte Christiansgade. I Tjæreborg finder man blandt andet Centraladministrationena bibliotek og videnscenter Det Administrative Bibliotek.